# ژوزف اوبر
ژوزف اوبر (فرانسوی: Joseph Huber‎; ۲۴ سپتامبر ۱۸۹۳ – ۱۸ ژانویهٔ ۱۹۷۶) ژیمناست هنری اهل فرانسه بود.